# Karlspreis

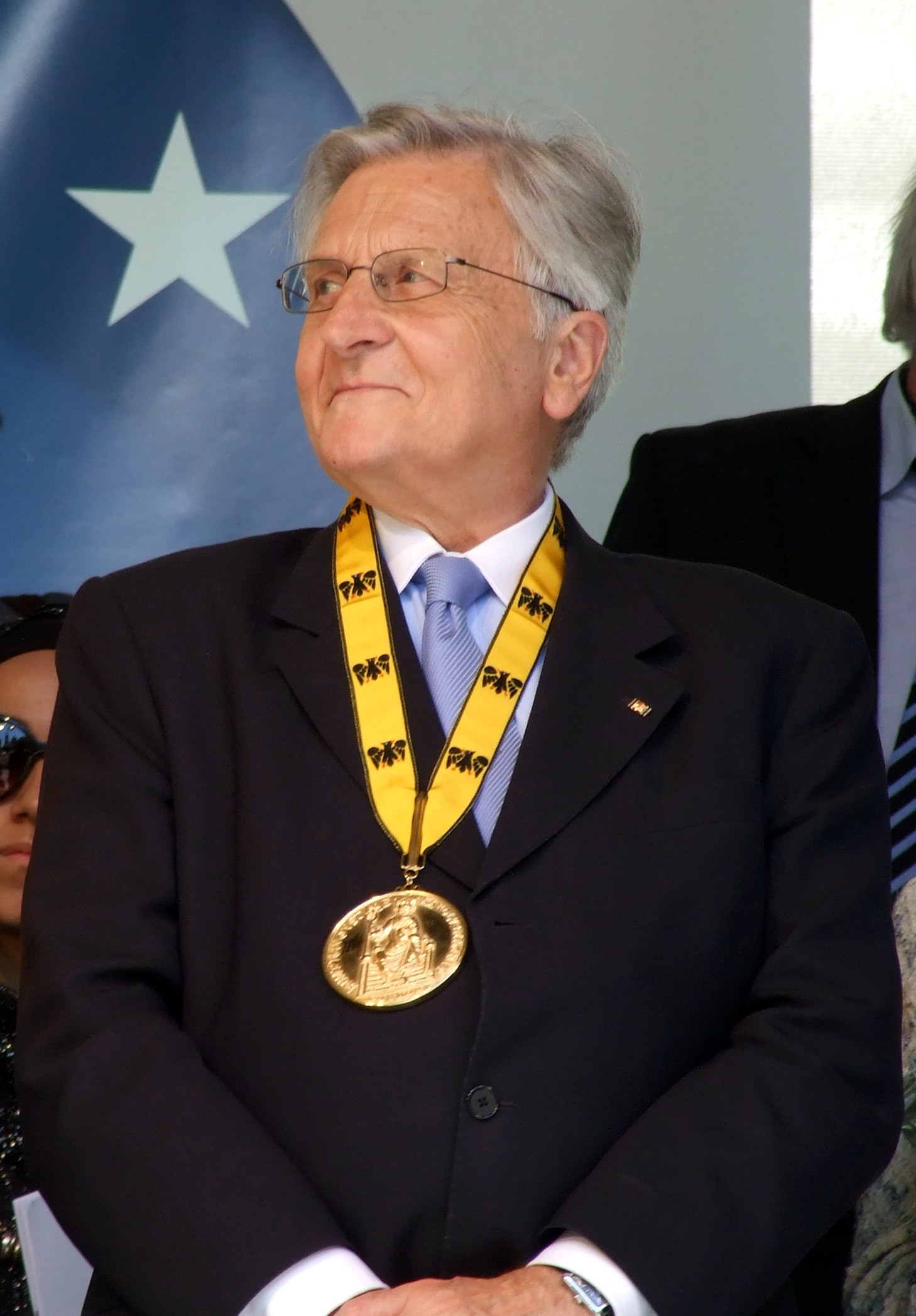
Jean-Claude Trichet, condecorado com a medalha do Karlspreis em 2011.

O Prémio Internacional Carlos Magno (Karlspreis em alemão, Internationaler Karlspreis der Stadt Aachen, e desde 1988 designado como Internationaler Karlspreis zu Aachen) é um prémio entregue anualmente pela cidade de Aachen, na Alemanha, a figuras de destaque e mérito no contributo para a União Europeia.
Este prestigiado prémio alemão já foi entregue ao Papa Francisco, a Emmanuel Macron, a Tony Blair, a Angela Merkel e a Bill Clinton.

## Cronologia de premiados
| Ano  | Premiado                                                     | Actividade                                                               | Nacionalidade                              |
| ---- | ------------------------------------------------------------ | ------------------------------------------------------------------------ | ------------------------------------------ |
| 1950 | Richard Nikolaus Graf Coudenhove-Kalergi                     | Fundador do movimento europeu                                            | Áustria                                    |
| 1951 | Hendrik Brugmans                                             | Reitor da Universidade Europeia de Bruxelas                              | Bélgica                                    |
| 1952 | Alcide De Gasperi                                            | Primeiro-Ministro de Itália                                              | Itália                                     |
| 1953 | Jean Monnet                                                  | Presidente da Comunidade Europeia do Carvão e do Aço (CECA)              | França                                     |
| 1954 | Konrad Adenauer                                              | Chanceler da Alemanha                                                    | Alemanha                                   |
| 1956 | Winston Churchill                                            | Primeiro-Ministro do Reino Unido                                         | Reino Unido                                |
| 1957 | Paul-Henri Spaak                                             | Secretário-Geral da NATO                                                 | Bélgica                                    |
| 1958 | Robert Schuman                                               | Presidente do Parlamento Europeu                                         | Alemanha                                   |
| 1959 | George Marshall                                              | Secretário de Estado dos EUA                                             | Estados Unidos                             |
| 1960 | Joseph Bech                                                  | Presidente da Câmara de Deputados do Luxemburgo                          | Luxemburgo                                 |
| 1961 | Walter Hallstein                                             | Presidente da Comissão Europeia da CEE                                   | Alemanha                                   |
| 1963 | Edward Heath                                                 | Membro da Câmara dos Lordes britânica                                    | Reino Unido                                |
| 1964 | Antonio Segni                                                | Presidente de Itália                                                     | Itália                                     |
| 1966 | Jens Otto Krag                                               | Primeiro-Ministro da Dinamarca                                           | Dinamarca                                  |
| 1967 | Joseph Luns                                                  | Ministro dos Negócios Estrangeiros dos Países Baixos                     | Países Baixos                              |
| 1969 | Comissão Europeia                                            |                                                                          |                                            |
| 1970 | François Seydoux de Clausonne                                | Embaixador francês na RFA                                                | França                                     |
| 1972 | Roy Jenkins                                                  | Político britânico                                                       | Reino Unido                                |
| 1973 | Salvador de Madariaga                                        | Filósofo e historiador espanhol                                          | Espanha                                    |
| 1976 | Leo Tindemans                                                | Primeiro Ministro da Bélgica                                             | Bélgica                                    |
| 1977 | Walter Scheel                                                | Presidente da RFA                                                        | Alemanha                                   |
| 1978 | Konstantínos Georgios Karamanlís                             | Primeiro-Ministro da Grécia                                              | Grécia                                     |
| 1979 | Emilio Colombo                                               | Presidente do Parlamento Europeu                                         | Itália                                     |
| 1980 | Não entregue                                                 |                                                                          |                                            |
| 1981 | Simone Veil                                                  | Presidente do Parlamento Europeu                                         | França                                     |
| 1982 | Juan Carlos I                                                | Rei de Espanha                                                           | Espanha                                    |
| 1984 | Karl Carstens                                                | Presidente da RFA                                                        | Alemanha                                   |
| 1986 | O povo do Luxemburgo                                         |                                                                          | Luxemburgo                                 |
| 1987 | Henry Kissinger                                              | Secretário de Estado dos EUA                                             | Estados Unidos                             |
| 1988 | François Mitterrand                                          | Presidente da França                                                     | França                                     |
| 1988 | Helmut Kohl                                                  | Chanceler da Alemanha                                                    | Alemanha                                   |
| 1989 | Roger Schutz                                                 | Fundador da Comunidade de Taizé                                          | Suíça                                      |
| 1990 | Gyula Horn                                                   | Ministro dos Negócios Estrangeiros da Hungria                            | Hungria                                    |
| 1991 | Václav Havel                                                 | Presidente da Checoslováquia                                             | Tchecoslováquia                            |
| 1992 | Jacques Delors                                               | Presidente da Comissão Europeia                                          | França                                     |
| 1993 | Felipe González Márquez                                      | Presidente do Governo de Espanha                                         | Espanha                                    |
| 1994 | Gro Harlem Brundtland                                        | Primeira-Ministra da Noruega                                             | Noruega                                    |
| 1995 | Franz Vranitzky                                              | Chanceler Federal da Áustria                                             | Áustria                                    |
| 1996 | Beatriz dos Países Baixos                                    | Rainha dos Países Baixos                                                 | Países Baixos                              |
| 1997 | Roman Herzog                                                 | Presidente da RFA                                                        | Alemanha                                   |
| 1998 | Bronislaw Geremek                                            | Ministro dos Negócios Estrangeiros da Polónia                            | Polónia                                    |
| 1999 | Tony Blair                                                   | Primeiro-Ministro do Reino Unido                                         | Reino Unido                                |
| 2000 | Bill Clinton                                                 | Presidente dos EUA                                                       | Estados Unidos                             |
| 2001 | György Konrád                                                | Escritor e sociólogo                                                     | Hungria                                    |
| 2002 | Euro                                                         |                                                                          |                                            |
| 2003 | Valéry Giscard d'Estaing                                     | Presidente da Convenção Europeia                                         | França                                     |
| 2004 | Pat Cox                                                      | Presidente do Parlamento Europeu                                         | Irlanda                                    |
| 2004 | Papa João Paulo II (Prémio Extraordinário)                   |                                                                          | Polónia/ Vaticano                          |
| 2005 | Carlo Azeglio Ciampi                                         | Presidente da Itália                                                     | Itália                                     |
| 2006 | Jean-Claude Juncker                                          | Primeiro-Ministro do Luxemburgo                                          | Luxemburgo                                 |
| 2007 | Javier Solana                                                | Representante da Política Externa e de Segurança Comum da União Europeia | Espanha                                    |
| 2008 | Angela Merkel                                                | Chanceler da Alemanha                                                    | Alemanha                                   |
| 2009 | Andrea Riccardi                                              | Fundador da Comunidade de Santo Egídio                                   | Itália                                     |
| 2010 | Donald Tusk                                                  | Primeiro-Ministro da Polónia                                             | Polónia                                    |
| 2011 | Jean-Claude Trichet                                          | Presidente do Banco Central Europeu                                      | França                                     |
| 2012 | Wolfgang Schäuble                                            | Ministro das Finanças da Alemanha                                        | Alemanha                                   |
| 2013 | Dalia Grybauskaitė                                           | Presidente da Lituânia                                                   | Lituânia                                   |
| 2014 | Herman Van Rompuy                                            | Presidente do Conselho Europeu                                           | Bélgica                                    |
| 2015 | Martin Schulz                                                | Presidente do Parlamento Europeu                                         | Alemanha                                   |
| 2016 | Papa Francisco                                               | Papa da Igreja Católica                                                  | Argentina/ Vaticano                        |
| 2017 | Timothy Garton Ash                                           | Jornalista, historiador, escritor, ensaísta britânico                    | Reino Unido                                |
| 2018 | Emmanuel Macron                                              | Presidente da França                                                     | França                                     |
| 2019 | António Guterres                                             | Secretário-Geral da Organização das Nações Unidas                        | Portugal                                   |
| 2020 | Klaus Iohannis                                               | Presidente da Romênia                                                    | Roménia                                    |
| 2022 | Sviatlana Tsikhanouskaia Maria Kolesnikova Veronika Tsepkalo | Política                                                                 | Bielorrússia · Bielorrússia · Bielorrússia |
| 2023 | Volodymyr Zelensky e o povo ucraniano                        | Presidente da Ucrânia                                                    | Ucrânia                                    |